# 沼平車站
沼平車站位於台灣嘉義縣阿里山鄉，為農業部林業及自然保育署阿里山林業鐵路阿里山線、眠月線、祝山線、沼平線、水山線之鐵路車站。

## 歷史
此站在台灣日治時期為「沼平驛」，戰後初期更名為「阿里山車站」。
- 1976年，車站前大火燒毀全數民宅後，林務局不准原地重建後居民被迫遷村。
- 1981年，阿里山新站啟用後本站停用。
- 2000年初，921大地震重創阿里山車站後再度啟用為臨時停靠站並更名為「沼平車站」。[1]
- 2013年4月，新站房啟用。[2]

## 車站構造
三條股道，岸式月台一座

## 利用狀況
- 平日有列車往返沼平──阿里山(沼平線)，祝山線列車雖經沼平但依當日情況，部分列車過站不停
- 此站為原阿里山線（主線）的總站，也會是未來新闢支線──水山線──的總站。[來源請求]

## 圖片

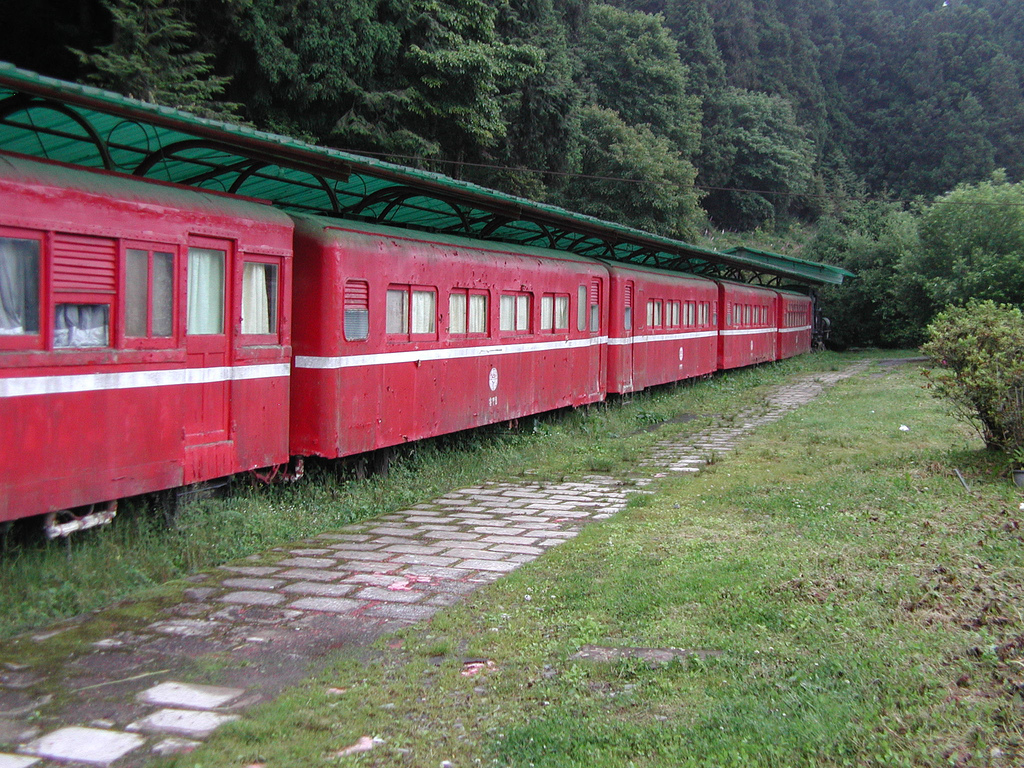
沼平車站外以車廂改造的火車旅館(已拆除)

## 保存車輛
- 站內股道:
  - 24號蒸汽機車
  - 平甲6125
- 站外展示場:
  - 11403-3
  - SPC13
  - SPC14
  - SPC19
  - SPC26
  - SPC27

## 歷史
- 1914年3月14日：設站。
- 1981年1月11日：不再以此站為主線總站。
- 1999年尾至2000年初曾再次成為主線的總站。
- 2013年4月21日：整修後的沼平車站啟用[3]

## 外部連結
- 沼平車站（阿里山林業鐵路） （页面存档备份，存于）
- 沼平(車站及公園周邊)  阿里山國家風景區 （页面存档备份，存于）

23°30′52″N 120°48′51″E / 23.51444°N 120.81417°E